# Boiga guangxiensis
Boiga guangxiensis är en ormart som beskrevs av Wen 1998. Boiga guangxiensis ingår i släktet Boiga och familjen snokar. Inga underarter finns listade.
Arten förekommer med tre från varandra skilda populationer i Vietnam samt i angränsande regioner av sydöstra Kina och Laos. Den lever i kulliga områden och bergstrakter mellan 200 och 1500 meter över havet. Individerna vistas i städsegröna skogar som kan vara återskapade. De klättrar i träd, är nattaktiva och har olika små ryggradsdjur som föda. Honor lägger ägg.
Skogens omvandling till jordbruksmark eller anläggning av trafikstråk är i några områden ett hot mot beståndet. Hela populationen antas vara stabil. IUCN kategoriserar arten globalt som livskraftig.